# Saint-Père (Yonne)
Saint-Père is een gemeente in het Franse departement Yonne (regio Bourgogne-Franche-Comté) en telt 380 inwoners (2004). De plaats maakt deel uit van het arrondissement Avallon.

## Geografie
De oppervlakte van Saint-Père bedraagt 15,1 km², de bevolkingsdichtheid is 25,2 inwoners per km².
De onderstaande kaart toont de ligging van Saint-Père (Yonne) met de belangrijkste infrastructuur en aangrenzende gemeenten.

## Demografie
Onderstaande figuur toont het verloop van het inwonertal (bron: INSEE-tellingen).